# Liste der Ramsar-Gebiete in Serbien
Die Ramsar-Gebiete in Serbien umfassen insgesamt elf Feuchtgebiete mit einer Gesamtfläche von 130.411 ha, die unter der Ramsar-Konvention registriert sind (Stand April 2022). Das nach dem Ort des Vertragsschlusses, der iranischen Stadt Ramsar, benannte Abkommen ist eines der ältesten internationalen Vertragswerke zum Umweltschutz. In Serbien trat die Ramsar-Konvention am  27. April 1992 in Kraft.
Zu den Ramsar-Gebieten Serbiens zählen verschiedenste Typen von Feuchtgebieten wie Marschland, Flüsse und Sandbänke, Bäche, Süß- und Brackwasserseen, Grundwassersysteme und Süßwasserquellen, Laub- und Auenwälder, Feuchtwiesen und Grasland, Sümpfe und Moore, Inseln und Karstflächen.
Im Folgenden sind alle Ramsar-Gebiete Serbiens alphabetisch aufgelistet.
| Nr. | Name des Gebiets                                 | Bild | Ramsar-Gebietsnr. | Ausweisungs- datum | Fläche (ha) | Höhe (m)  | Management- plan | Region                         | Lage                     |
| --- | ------------------------------------------------ | ---- | ----------------- | ------------------ | ----------- | --------- | ---------------- | ------------------------------ | ------------------------ |
| 1   | Djerdap                                          |      | 2442              | 8. Juni 2020       | 66525       |           | Ja               | Okrug Bor                      | 44,55819° N, 22,04679° O |
| 2   | Gornje Podunavlje                                |      | 1737              | 13. Nov. 2007      | 22480       | 80–88     | Ja               | Vojvodina                      | 45,79527° N, 18,88685° O |
| 3   | Koviljsko-Petrovaradinski Rit                    |      | 2028              | 8. März 2012       | 8292        | 72–82     | Ja               | Vojvodina                      | 45,17778° N, 20,06917° O |
| 4   | Labudovo okno                                    |      | 1655              | 19. März 2006      | 3733        | 68–78     | Ja               | Vojvodina                      | 44,79938° N, 21,29837° O |
| 5   | Ludasko Lake                                     |      | 137               | 28. März 1977      | 593         |           | Ja               | Vojvodina                      | 46,08894° N, 19,8293° O  |
| 6   | Obedska Bara                                     |      | 136               | 28. März 1977      | 17501       |           | Ja               | Vojvodina                      | 44,89972° N, 20° O       |
| 7   | Pestersko polje                                  |      | 1656              | 19. März 2006      | 3421        |           | Ja               | Okrug Zlatibor und Okrug Raška | 43,08293° N, 20,11905° O |
| 8   | Slano Kopovo                                     |      | 1392              | 14. Mai 2004       | 976         | 77–87     | Ja               | Vojvodina                      | 45,63061° N, 20,209° O   |
| 9   | Stari Begej - Carska Bara Special Nature Reserve |      | 819               | 14. März 1996      | 1767        | 73–78     | Ja               | Vojvodina                      | 45,25012° N, 20,38376° O |
| 10  | Vlasina                                          |      | 1738              | 13. Nov. 2007      | 3209        | 1174–1298 | Ja               | Surdulica                      | 42,70048° N, 22,34516° O |
| 11  | Zasavica                                         |      | 1783              | 13. März 2008      | 1913        | 77–82     | Ja               | Sremska Mitrovica und Bogatić  | 44,93306° N, 19,51667° O |